# Salix wolfii
Salix wolfii là một loài thực vật có hoa trong họ Liễu. Loài này được Bebb miêu tả khoa học đầu tiên năm 1878.